# Bulibuli
Die Buli-Buli ist eine Keule von den Fidschi-Inseln.

## Beschreibung
Die Buli-Buli hat einen geraden Schaft und einen runden Schlagkopf. Der Schaft ist rund und wird zum Schlagkopf hin dicker. Am entgegengesetzten Ende ist der Schaft angespitzt. Der Schlagkopf ist rund gearbeitet und mit runden, knopfähnlichen Vorsprüngen versehen, welche die Schlagwirkung verstärken, aber auch die Keule zieren sollten. Die Buli-Buli dient den Ethnien auf den Fidschi-Inseln als Waffe, aber auch als Standeszeichen.